# Camulogenus

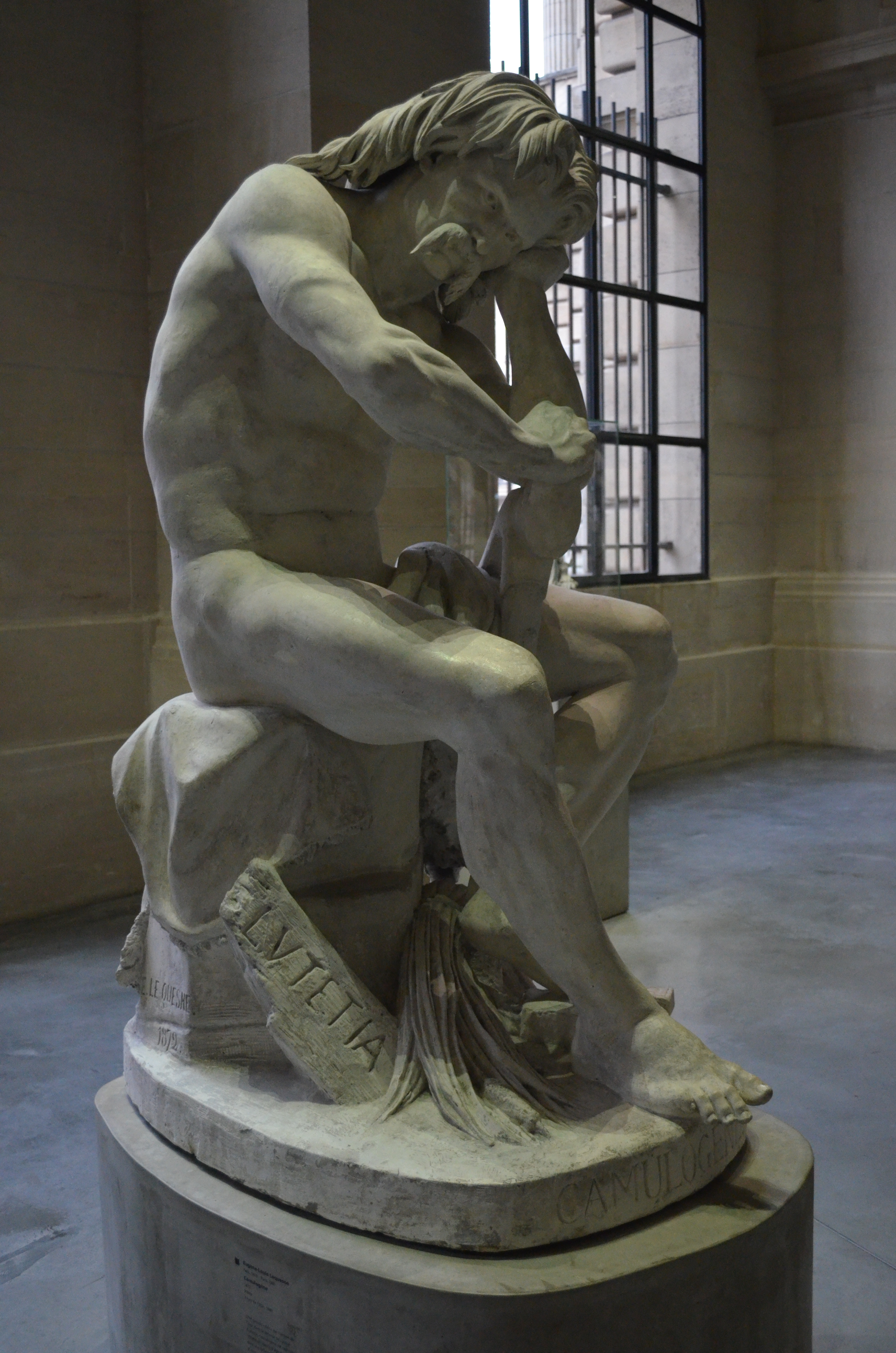
Camulogenus

Camulogenus (* wohl vor 100 v. Chr.; † 52 v. Chr.) war ein keltischer Feldherr. Berühmt wurde er durch seine Beteiligung an der Schlacht von Lutetia.

## Leben
Camulogenus gehörte zum keltischen Stamm der Aulerci und galt als erfahrener Krieger, so dass er trotz seines fortgeschrittenen Alters im Jahr 52 v. Chr. während des gallischen Kriegs zum Anführer der keltischen Krieger in Lutetia, dem Hauptort der Parisii (heute Paris) gewählt wurde.
Er konnte anfänglich dem römischen Feldherrn Titus Labienus den Weg versperren, bis es zur Schlacht von Lutetia kam. In ihr kämpfte Camulogenus an der Spitze seiner Truppen und fiel dabei.
Heute gibt es in Paris eine Straße, die seinen Namen trägt.